# Рапа-дас-Бестас
Рапа-дас-Бестас (галис. и исп. Rapa das bestas) — традиционный праздник в Галисии, во время которого местные жители подстригают гривы диких лошадей, предварительно собранных в своеобразные загоны (исп. curros). Лошади для фестиваля обитают в горах, принадлежащим деревням (эта форма собственности известна в Галисии ещё со времён Королевства свевов, с VIII века). У животных есть несколько владельцев (частные лица, приходы или сёла). Ежегодно отмечают жеребят, а взрослых особей ловят, остригают им гривы, клеймят и вновь отпускают на волю. В нынешнее время клеймо выжигают жидким азотом, либо вовсе используют микрочипы.
Наиболее известным из подобных фестивалей является Рапа-дас-Бестас-де-Сабуседо, проводимый в местечке Сабуседо, на территории муниципалитета Ла-Эстрада. Он проходит в течение трёх дней (первые суббота, воскресенье и понедельник июля) и также привлекает внимание многочисленных туристов. Тамошний праздник отличает от других подобных тем, что укрощать лошадь можно только голыми руками, в других же местах для этого можно использовать верёвки, палки и другие приспособления. А также тем, что отлов лошадей также входит в программу действа. Кроме того, он начинается богослужением и сопровождается народной музыкой и попойкой. В 1963 году Рапа-дас-Бестас-де-Сабуседо был объявлен праздником национального туристического значения, а в 2007 году — праздником международного туристического значения.

## Места и даты проведения
| Ла-Корунья                             | Ла-Корунья                 |
| -------------------------------------- | -------------------------- |
| A Capelada (Седейра)                   | 29 июня                    |
| As Canizadas (Пуэбла-дель-Караминьяль) | 12-19 июля                 |
| Campo da Areosa (Вимьянсо)             | середина июля              |
| Луго                                   |                            |
| Candaoso (Виверо)                      | первое воскресенье июля    |
| Campo do Oso (Мондоньедо)              | последнее воскресенье июля |
| San Tomé (Валье-де-Оро)                | первое воскресенье августа |
| Понтеведра                             |                            |
| Mougás (Ойя)                           | 8 июня                     |
| Morgadáns (Гондомар)                   | 15 июня                    |
| San Cibrán (Гондомар)                  | 22 июня                    |
| Sabucedo (Ла-Эстрада)                  | первая суббота июля        |
| Monte Castelo (Котобад)                | 3 августа                  |
| Domaio (Моанья)                        | 13 августа                 |
| Paradanta (Ла-Каньиса)                 | 31 августа                 |
| O Galiñeiro (Гондомар)                 | август                     |

## Галерея

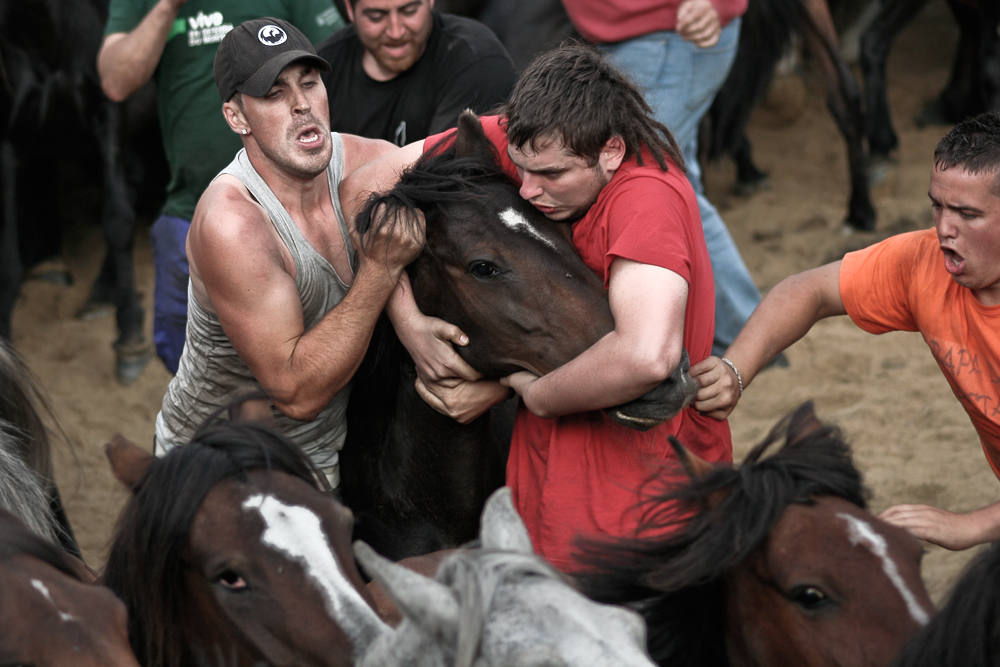
Попытка побрить лошадь
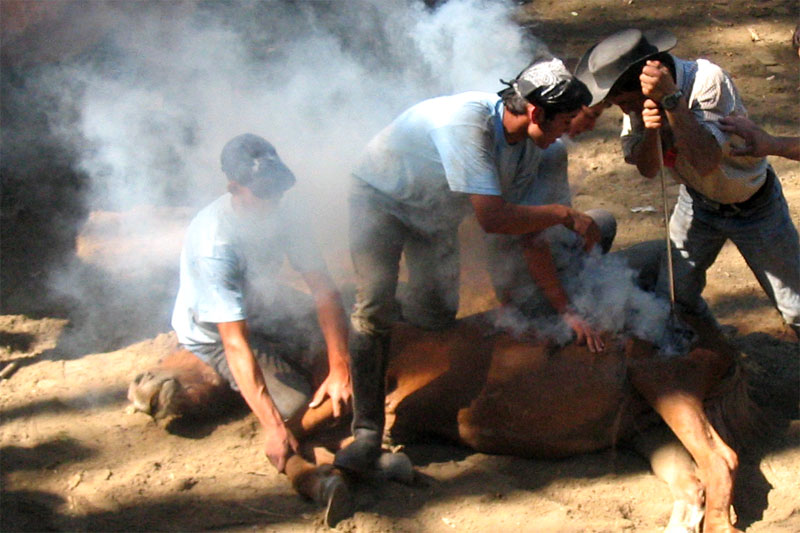
Трое празднующих клеймят лошадь